# Sidi Salim
Sidi Salim – miasto w Egipcie, w muhafazie Kafr asz-Szajch. W 2006 roku liczyło 45 906 mieszkańców.